# 大砂土村
大砂土村（おおさとむら）は、かつて埼玉県北足立郡に存在した村。現在のさいたま市北区・大宮区・見沼区の各一部に当たる。

## 歴史
- 1889年（明治22年）4月1日 - 町村制施行により、大和田村、今羽村、島村、砂村、土呂村、西本郷村、堀崎村の区域をもって成立。大和田村の「大」、砂村の「砂」、土呂村の「土」の3字から採られた。各村は大砂土村の大字となる。町役場は大字砂に設置する[1]。
- 1940年（昭和15年）11月3日 - 北足立郡大宮町、日進村、三橋村、宮原村と新設合併し、大宮市が発足[2]。同日大砂土村廃止。同村の大字は大宮市へ継承された。

## 地区
大宮市時代は、市内を北足立郡時代の町村毎に数地区に分け、旧町村名で呼称していた（「馬宮地区」、「七里地区」など）が、旧大砂土村は概ね見沼田んぼを境に東西に分割され、西側（概ね旧土呂村・西本郷村・今羽村）を大砂土地区と呼称し、東側（概ね旧大和田村・砂村・堀崎村・島村）を大砂土東地区と呼称していた。1950年代後半から町名地番整理や土地区画整理事業が進められ、行政地名は変遷した。
現在はさいたま市の一部となり、北区今羽町・砂町・土呂・土呂町・西本郷・本郷町の全域および植竹町・盆栽町・見沼の各一部、大宮区寿能町・堀の内町の各一部、見沼区大和田町・島・島町・砂・砂町・堀崎町の全域および東大宮・春岡の各一部となっている。